# Duplominona longicirrus
Duplominona longicirrus är en plattmaskart som beskrevs av Martens 1984. Duplominona longicirrus ingår i släktet Duplominona och familjen Monocelididae. Inga underarter finns listade i Catalogue of Life.